# Савва Вишерский
Савва Вишерский (?, Кашин — 1 октября 1460) — основатель Савво-Вишерского монастыря, известен своим подвигом столпничества. Канонизирован на втором Макарьевском соборе 1549 года в лике преподобных. Память совершается 1 октября (по юлианскому календарю).

## Жизнеописание
Согласно Житию, Савва родился в городе Кашине и происходил из знатного рода тверских бояр. На этом основании В. О. Ключевский отождествлял его с выходцем из тверского боярства Саввой Ивановичем Бороздиным, что не подтверждается современными исследованиями. Иосиф Волоцкий сообщает, что Савва Бороздин основал Саввин Тверской монастырь в 20 верстах от Твери, после чего отправился на Афон, однако нигде не пишет, что он вернулся с Афона на Вишеру и основал там монастырь.
После принятия иноческого пострига Савва долго подвизался в тверских монастырях, а затем поселился на реке Вишере в окрестностях Новгорода.
О месте жительства отшельника стало известно горожанам, и он, ища уединения, перешёл на реку Сосницу. Там его посетил архиепископ Новгородский Иоанн, который снабдил Савву всем необходимым для строительства пустыни. Однако из-за земельного спора, возникшего у Саввы с Лисицким монастырём, он покинул реку Сосницу и вернулся на Вишеру, где Словенский конец Новгорода пожаловал ему место для строительства монастыря.
В 1418 году по благословению архиепископа Симеона Савва построил деревянный храм в честь Вознесения Господня и кельи для братии. После этого Савва поставил себе столп, на котором проводил всю седмицу, спускаясь лишь по субботам, чтобы вместе с братией быть на воскресной службе и получить причастие.
По мнению В. О. Ключевского, скончался Савва в 1460 году, по современным уточнённым данным — в 1420-е годы в возрасте 79 лет. Был погребён между построенной им церковью и столпом, над могилой возвели часовню. Впоследствии пожар уничтожил данные постройки, но, по преданию, гроб преподобного не пострадал, и это положило начало его почитанию. Игумен Геласий составил краткие записки о жизни Саввы, а на их основе в 1464 году по указанию архиепископа Ионы Пахомием Логофетом были составлены житие и служба преподобному Савве. В 1549 году Савва Вишерский был канонизирован для общецерковного почитания.